# Cooper Union

Logo de la Cooper Union.

La Cooper Union for the Advancement of Science and Art (Union Cooper pour le développement de la science et de l'art) ou plus couramment Cooper Union est un établissement d'enseignement supérieur situé dans le quartier de Lower Manhattan, à New York. Il s'agit de l'un des seuls établissements des États-Unis à proposer des cours particuliers à l'ensemble des étudiants admis. Les infrastructures de la Cooper Union sont situées dans l'East Village, aux alentours du Cooper Square et de l'Astor Place, dans un espace délimité par la Troisième Avenue, la 6erue, et le 9erue. L'établissement délivre des diplômes d'architecture, d'ingénierie, et bien entendu d'art, et fait partie de l'Association of Independent Colleges of Art and Design qui rassemble trente-six écoles d'art réparties sur le territoire américain.
L'établissement est l'un colleges les plus sélectifs des États-Unis, avec un pourcentage d'admis de 13 %, ce qui le place à la sixième place du classement national America's Best Colleges 2007, établi par le U.S. News & World Report, à égalité avec l'Université Columbia et l'Académie navale d'Annapolis. En outre, avec un taux d'étudiants diplômés de 70 %, l'école revendique être l'une de celles qui offrent le meilleur pourcentage de réussite parmi les établissements d'enseignement supérieur des États-Unis.
Une part très importante du budget de l'école repose sur des dons provenant de puissantes associations d'anciens élèves, tant dans le secteur public que privé. Bon nombre d'anciens élèves de l'école d'ingénieurs (School of Engineering) sont devenus des figures importantes à la fois dans le domaine de l'ingénierie, mais aussi dans le domaine politique, ainsi que dans les organisations gouvernementales. L'école d'architecture et d'art a quant à elle formé de nombreux artistes et architectes renommés, comme Herb Lubalin, Eva Hesse, John Hejduk, Chuck Hoberman, Daniel Libeskind ou Milton Glaser.

## Histoire
La Cooper Union a été fondée en 1859, par l'industriel Peter Cooper, qui fut un prolifique inventeur et un brillant entrepreneur. Peter Cooper était le fils d'un ouvrier, et avait reçu moins d'un an d'enseignement scolaire. Pourtant, il devint industriel et inventeur, et c'est lui qui a conçu et construit la première locomotive à vapeur des États-Unis. Cooper fit fortune avec une fabrique de colle, et une fonderie de fer. Ensuite, il utilisa ses talents d'entrepreneur dans des projets couronnés de succès dans l'immobilier, les assurances, le chemin de fer et la télégraphie. Il fut même candidat à la présidence du pays à la fin des années 1860, alors qu'il était le principal investisseur et premier président de la Newfoundland & London Telegraph Co., qui entreprit l'une des projets les plus monumentaux du XIXe siècle : le premier câble à traverser l'Océan Atlantique. Cooper inventa également la gélatine alimentaire avec l'aide de son épouse, Sarah, qui ajouta du jus de fruits à ce qui allait devenir le célèbre Jell-O.
La Cooper Union commença par prodiguer un enseignement gratuit à des adultes, dans des cours de nuit en sciences appliquées, dessin architectural, de même qu'en photographie, télégraphie, Machine à écrire et dactylographie, mais seulement pour les femmes. Toute discrimination basée sur la “race” ou la religion ou le sexe était expressement interdite. Horace Greeley et William Cullen Bryant firent partie des premières promotions.
Ces cours gratuits (essentiels dans l'histoire des États-Unis, et à l'origine de la formation continue) se transformèrent par la suite en trois écoles distinctes composant la Cooper Union for the Advancement of Science and Art: la School of Art (école d'Art), la Irwin S. Chanin School of Architecture (école d'architecture et la Albert Nerken School of Engineering (école d'ingénieurs). Thomas Edison et Felix Frankfurter étudièrent également dans la Cooper Union, et c'est dans cet établissement que le National Association for the Advancement of Colored People ainsi que le Mouvement international de la Croix-Rouge et du Croissant-Rouge furent créés. Susan Anthony y possédait également ses bureaux.
L'objectif de Cooper était de donner aux jeunes doués de talents ce dont il avait manqué : une bonne éducation. Il voulait également rendre possible le développement des talents qui, sinon, auraient pu se perdre. Son rêve, proposer un enseignement « égal aux meilleurs » est devenu réalité. Depuis 1859, la Cooper Union a formé des milliers d'artistes architectes, et ingénieurs, dont certains sont des leaders dans leurs domaines respectifs.
L'école accueille également des membres de la Villa Médicis Hors les Murs, tels que Michel Mossessian qui y a étudié le design. De 1969 à 1971 l'école a également accueilli l'homme d'affaires Jeffrey Epstein, inculpé pour trafic sexuel et viols en juillet 2019.